# マッティ・ヴァンハネン
マッティ・タネリ・ヴァンハネン（フィンランド語: Matti Taneli Vanhanen [ˈmɑtːi ˈʋɑnhɑnen] ( 音声ファイル)、1955年11月4日 - ）は、フィンランドの政治家。中央党所属。フィンランド共和国首相（第61代）、エドゥスクンタ（国会）議長、副首相、財務相、国防相を歴任した。

## 経歴
1991年にエドゥスクンタ（国会）議員に初当選。フィンランドで5か所目となる原子力発電所の建設に反対にするなど、環境問題を中心に議員活動を行った。
2003年3月16日に行われた総選挙後、アンネリ・ヤーテンマキ内閣において、国防相に任命された。その直後、ヤーテンマキ首相が外務省機密文書を選挙戦に利用したとのスキャンダルが発覚、内閣は総辞職した。その後、ヴァンハネンが新たに首相に選出された。
2007年3月18日に総選挙が行われ、4月19日に中央党など4党で構成される、ヴァンハネンを首班とした連立政権が発足。閣僚20人のうち12人は女性であり、列国議会同盟 (IPU) によると、閣僚に占める女性の割合が世界一の内閣となった。
2005年5月、2008年6月に訪日している。
2009年12月、翌年6月に行われる中央党大会をもって党首を退く意向を表明。マリ・キビニエミが新たな党首に選出され、同時に首相も退任した。その後、国会議員も辞職してビジネスに専念していたが、2015年に国会議員に再選。同年6月、中央党国会議員団の団長に選出された。
2019年の総選挙で再選されたのち、国会議長に選出され、翌年にかけて在任した。2022年にも再度選出され、2023年まで在任した。2020年にはカトリ・クルムニの後任として財務相にも就任し、2021年まで務めた。